# Peppa's Adventures: The Album
Peppa's Adventures: The Album là album phòng thu thứ hai từ chương trình hoạt hình Anh Heo Peppa, được eOne Music phát hành vào ngày 30 tháng 7 năm 2021 gồm có hai đĩa đơn "Bing Bong Champion" và "Peppa's Adventures". Peppa's Adventures: The Album từng được giới mộ điệu âm nhạc biết đến nhờ nhân vật Heo Peppa trêu chọc Kanye West trên Twitter vì website phê bình âm nhạc Pitchfork chấm điểm một album của nam rapper thấp hơn album này.

## Phát hành
"Bing Bong Champion" được phát hành làm đĩa đơn đầu tiên của Peppa's Adventures: The Album vào ngày 11 tháng 6 năm 2021, cùng ngày eOne Music công bố phát hành Peppa's Adventures: The Album gồm có 10 bài hát "hoàn toàn mới". Đĩa đơn thứ hai, "Peppa's Adventures", được phát hành vào ngày 2 tháng 7 năm 2021. Sau đó, eOne Music phát hành Peppa's Adventures: The Album vào ngày 30 tháng 7 năm 2021. Toàn bộ bài hát được thu âm bởi diễn viên nhí 10 tuổi lồng tiếng Heo Peppa, Amelie Bea Smith.

## Đánh giá
| Đánh giá chuyên môn | Đánh giá chuyên môn |
| Nguồn đánh giá      | Nguồn đánh giá      |
| Nguồn               | Đánh giá            |
| ------------------- | ------------------- |
| Pitchfork           | 6,5/10              |

Peyton Thomas để lại đánh giá chi tiết cho Peppa's Adventures: The Album trên website phê bình âm nhạc Pitchfork và gọi đây là là một "lễ kỷ niệm tự tin về gia đình, tình bạn và vũng nước bùn". Thomas viết rằng "Recycling" gợi nhớ đến bản nhạc của Fiona Apple. "The School Bus Song" và "Winter Days" thì bổ sung các yếu tố thể loại nhạc dân gian Anh và Mỹ cho album. Thomas cho rằng Peppa's Adventures: The Album "sẽ hấp dẫn hơn nhiều nếu như Peppa thoát khỏi công thức nhạc chamber pop tiêu chuẩn của cô bé", và tán dương "Bing Bong Champion" là bản nhạc "tham vọng hết mức" và "hay nhất của Heo Peppa từ trước tới nay", tựa như "State of Grace" của Taylor Swift.
Sau khi album Donda của Kanye West được Pitchfork chấm với số điểm 6,0/10 vào tháng 9 năm 2021, thấp hơn Peppa's Adventures: The Album, tài khoản X (trước đây là Twitter) chính thức của Heo Peppa đăng tweet chế giễu nam rapper. Tuy dòng tweet đã bị nhanh chóng xóa đi nhưng vẫn khiến giới mộ điệu âm nhạc kịp chú ý. Evan Qiang từ 34th Street chỉ trích Pitchfork vì chấm điểm Peppa's Adventures: The Album cao hơn những nghệ sĩ tâm huyết với album như Lana Del Rey (Born to Die) và Nine Inch Nails (The Fragile).

## Danh sách bài hát
Phần ghi công được lấy từ Tidal. Tất cả bài hát đều được sản xuất bởi Paul Moessl.
| STT              | Nhan đề                 | Sáng tác                | Thời lượng |
| ---------------- | ----------------------- | ----------------------- | ---------- |
| 1.               | "Peppa's Adventures"    | Paul Moessl Clare Myres | 2:46       |
| 2.               | "Perfect Day"           | Moessl Clare Bradley    | 2:37       |
| 3.               | "Birdy Birdy Woof Woof" | Julian Nott             | 1:59       |
| 4.               | "Recycling"             | Nott                    | 2:27       |
| 5.               | "Bing Bong Champion"    | Moessl Bradley          | 3:42       |
| 6.               | "The School Bus Song"   | Moessl Bradley          | 3:14       |
| 7.               | "Digging with Mr Bull"  | Moessl Bradley          | 2:53       |
| 8.               | "Winter Days"           | Moessl Bradley          | 2:42       |
| 9.               | "North Star Lullaby"    | Nott                    | 2:26       |
| Tổng thời lượng: | Tổng thời lượng:        | Tổng thời lượng:        | 24:46      |

## Lịch sử phát hành
| Khu vực | Ngày                | Định dạng                       | Nguồn  |
| ------- | ------------------- | ------------------------------- | ------ |
| Nhiều   | 30 tháng 7 năm 2021 | Tải kỹ thuật số phát trực tuyến | [ 10 ] |